# البطولات الفرنسية 1894 (كرة مضرب)
في دورة رولان غاروس الدولية عام 1894 فاز في بطولة فردي الرجال اللاعب أندريه فاشرو ( André Vacherot) من فرنسا.